# Perognathus fasciatus
Perognathus fasciatus är en däggdjursart som beskrevs av Wied-Neuwied 1839. Perognathus fasciatus ingår i släktet fickspringmöss, och familjen påsmöss. IUCN kategoriserar arten globalt som livskraftig. Inga underarter finns listade i Catalogue of Life. Wilson & Reeder (2005) skiljer mellan två underarter.

## Utseende
Denna gnagare har mörkbrun till olivbrun päls på ovansidan. Ett bredare band av gul- till ljusbrun päls bildar gränsen mot den vita undersidan. På ryggen är dessutom några svarta hår inblandade. I sällsynta fall förekommer helt svarta exemplar (melanism). Perognathus fasciatus har ljusa ringar kring ögonen samt en ljus fläck bakom varje öra. Liksom hos andra fickspringmöss förekommer kindpåsar för att bära födan. Svansen är tvåfärgad.
Arten blir med svans 115 till 142 mm lång, svanslängden är 51 till 69 mm och vikten varierar mellan 8,9 och 13,7 g. Bakfötterna är med en längd av 15 till 19 mm ganska stora. Däremot är öronen bara 7 till 8 mm långa.
Framsidan av de övre framtänderna har flera rännor. Tandformeln är I 1/1 C 0/0 P 1/1 M 3/3, alltså 20 tänder.

## Utbredning och habitat
Arten förekommer i centrala Nordamerika i Kanada och USA. Den föredrar torra och halvtorra habitat som gräsmarker och buskskogar.

## Ekologi
Individerna lever i tunnelsystem och letar på markytan efter föda. De äter främst frön som kompletteras under sommaren med några insekter. Liksom andra fickspringmöss transporterar den födan i sina kindpåsar. Under tider med matbrist kan Perognathus fasciatus falla i ett stelt tillstånd (torpor). I norra delen av utbredningsområdet stannar arten mellan oktober och april i boet. Boets centrala kammare ligger under sommaren 30 till 45 cm under markytan. Under vintern ligger den vanligen 2 meter under markytan. Arten täcker sitt vätskebehov helt med födan och den behöver inte dricka.
Honor har mellan maj och augusti en eller två kullar. Per kull föds 2 till 9 ungar (oftast 4 till 6). Ungar blir självständiga efter cirka fyra veckor och de väger vid tidpunkten omkring 6 g. Antagligen sker ingen parning före första vintern.
När honan inte är brunstig är individerna aggressiva mot varandra och de försvarar boet mot artfränder. Perognathus fasciatus vårdar pälsen genom att bada i jorden. Dessutom putsar den huvudet liksom katter med saliv.